# Louis Velle
Louis Velle (* 29. Mai 1926 in Saint-Leu-la-Forêt, Île-de-France; † 2. Februar 2023) war ein französischer Schauspieler und Drehbuchautor.

## Leben
Louis Velles Karriere als Schauspieler begann 1946 mit einer Rolle in dem Stück La Sainte Famille von André Roussin, inszeniert von Jean Meyer am Pariser Théâtre Saint-Georges.
Seine Karriere beim Film startete mit einer Rolle im 1951 produzierten Agence matrimoniale und umfasst rund 75 Rollen, oft für das Fernsehen. Mit seiner Ehefrau Frédérique Hébrard verfasste er auch einige Drehbücher. Eine der gemeinsam kreierten Serien ist La demoiselle d'Avignon (1972), in der Louis Velle neben Marthe Keller die männliche Hauptrolle spielte. Ebenfalls 1972 spielte er die Hauptrolle neben Alexandra Stewart im Sechsteiler L'Homme qui revient de loin. 1973 war Louis Velle Star der Serie Docteur Caraïbes. 1979 war er als Raner Held der Abenteuerserie L'Étrange Monsieur Duvallier: Als ehemaliger Gangster, der für tot gehalten wird, nimmt Raner die Züge eines alten und wohlhabenden Geschäftsmanns an, um Philanthrop zu werden. Nur seine Sekretärin (Sabine Azéma) kennt Raners Geheimnis. 
Daneben verfasste er Drehbücher und war als Synchronsprecher aktiv. Auch als Theaterschauspieler ist Velle bekannt.
Velles Sohn Nicolas ist Filmproduzent.
Seine letzte Rolle spielte Velle 2010 in der Seifenoper Les châtaigniers du désert. Sein schauspielerisches Schaffen für Film und Fernsehen umfasst mehr als 70 Produktionen.

## Filmografie (Auswahl)
- 1951: Agence matrimoniale
- 1954: Sieben süße Sünden (J'avais 7 filles)
- 1964: Unter Geiern
- 1966: Die verbotene Tür (L’âge heureux)
- 1967: Allô Police (Fernsehserie, 1 Folge)
- 1969–1982: Au théâtre ce soir (Fernsehreihe, 5 Folgen)
- 1971: Drei auf der Flucht (La poudre d'escampette)
- 1977: Überfall im Morgengrauen (Quand la ville s’éveille)
- 2010: Les châtaigniers du désert (Fernsehserie, 2 Folgen)